# Сантіагу-де-Кандозу
Сантіагу-де-Кандозу (порт. Santiago de Candoso; МФА: [sɐ̃.ti.ˈa.gu dɨ kɐ̃.ˈdo.zu]) — парафія в Португалії, у муніципалітеті Гімарайнш. Розташована в північно-західній частині країни, на теренах історичної португальської провінції Дору-Міню. Входить до складу округу Брага. За адміністративним поділом, чинним до 1976 року, терени парафії були складовою провінції Міню. Належить до Бразької архідіоцезії Католицької церкви. Патрон — святий Яків. Площа — 2,6031 км². Населення — 2163 ос. (2011). Сильно урбанізований регіон. Густота населення — 830,93 осіб/км²
. Код — 030846.

## Назва
- Кандозу (Сантіагу) (порт. Candoso (Santiago)) — офіційна назва.

## Населення
| Кількість мешканців | Кількість мешканців | Кількість мешканців | Кількість мешканців | Кількість мешканців | Кількість мешканців | Кількість мешканців | Кількість мешканців | Кількість мешканців | Кількість мешканців | Кількість мешканців | Кількість мешканців | Кількість мешканців | Кількість мешканців | Кількість мешканців |
| ------------------- | ------------------- | ------------------- | ------------------- | ------------------- | ------------------- | ------------------- | ------------------- | ------------------- | ------------------- | ------------------- | ------------------- | ------------------- | ------------------- | ------------------- |
| 1864                | 1878                | 1890                | 1900                | 1911                | 1920                | 1930                | 1940                | 1950                | 1960                | 1970                | 1981                | 1991                | 2001                | 2011                |
| 279                 | 253                 | 295                 | 322                 | 290                 | 311                 | 366                 | 445                 | 499                 | 777                 | 930                 | 1 068               | 1 232               | 2 004               | 2 163               |